# Туростово
Туростово (пол. Turostowo) — село в Польщі, у гміні Кішково Гнезненського повіту Великопольського воєводства.
Населення — 401 особа (2011).
У 1975-1998 роках село належало до Познанського воєводства.

## Демографія
Демографічна структура станом на 31 березня 2011 року:
|          | Загалом | Допрацездатний вік | Працездатний вік | Постпрацездатний вік |
| -------- | ------- | ------------------ | ---------------- | -------------------- |
| Чоловіки | 208     | 46                 | 149              | 13                   |
| Жінки    | 193     | 43                 | 122              | 28                   |
| Разом    | 401     | 89                 | 271              | 41                   |